# Sandy Chick
Alexandra „Sandy” Chick (ur. 2 czerwca 1947 w Burnham Market, Wielka Brytania) – zimbabwejska hokeistka na trawie, złota medalistka olimpijska.
Wraz z drużyną reprezentowała swój kraj na igrzyskach w Moskwie – w turnieju kobiet wywalczyły pierwsze miejsce, zdobywając jednocześnie pierwszy medal olimpijski w historii występów Zimbabwe na igrzyskach olimpijskich. Zawodniczka klubu Salisbury Sports z Harare.
Jej bliźniacza siostra Sonia Robertson również była zawodniczką reprezentacji Zimbabwe. 